# ブロワ条約 (1572年)
ブロワ条約（ブロワじょうやく、英語: Treaty of Blois、フランス語: Traité de Blois）は、1572年4月19日にブロワにおいて、イングランド女王エリザベス1世とフランス王国の摂政カトリーヌ・ド・メディシスの間で締結された条約。条約により、フランスとイングランドは互いへの対抗を止め、対スペイン同盟を成立させた。エリザベス1世はこの防御同盟でスペインを孤立させつつ、フランスがフランドルに侵攻するのを防ごうとした。